# Курочкин, Алексей Викторович
Алексей Викторович Курочкин (род. 5 июля 1971 года) — российский и казахстанский игрок в хоккей с мячом.

## Карьера
Воспитанник карпинского хоккея с мячом. В чемпионате СССР 1989/90 годов в составе алма-атинского «Динамо» стал чемпионом и в чемпионате СНГ 1991/92 года — бронзовым призёром чемпионата СНГ.
С 1992 по 1998 год играл в краснотурьинском «Маяке».
С 1998 года играл в шведских клубах: Ljusdals BK (1998—2001), Gripen/Trollhättan BK (2001—2010) и Blåsut BK (2010—2013).
Серебряный призёр чемпионата мира среди юниоров. В 1994/95, 2000/01, 2003—2009 годах привлекался в сборную Казахстана. На чемпионате мира 2005 года стал бронзовым призёром.